# Halle de Rieumes
La halle de Rieumes est une halle située dans le département de la Haute-Garonne en France commune de Rieumes.

## Localisation
La halle se situe au centre de la commune de Rieumes place des Marchands.

## Description
C'est un édifice néo-classique constitué de briques roses typiques du pays toulousain. Elle est ouverte  sur vingt-deux arcades plein cintre.

## Histoire

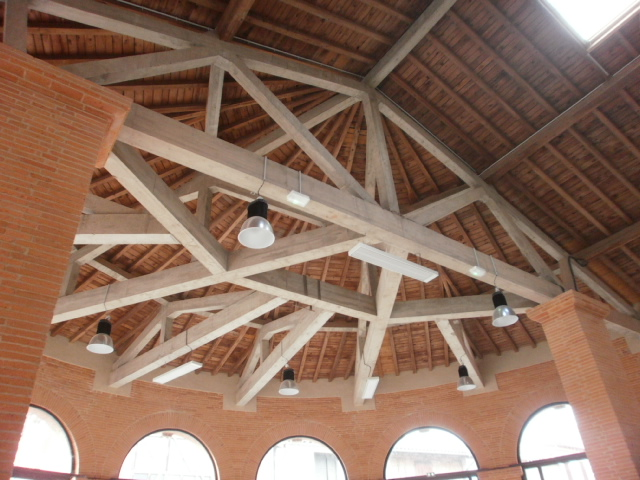
Intérieur de la halle

La halle est construite entre 1822-1825 par l'architecte Antoine Cambon. Elle fut reconstruite début XIXe siècle.
La halle, à l'exception des fermetures métalliques récentes est inscrite au titre des monuments historiques par arrêté du 11 octobre 2004.